# Siliquariidae
Siliquariidae (лат.) — семейство морских брюхоногих моллюсков.

## Описание

Tenagodus trochlearis

Небольшие или средних размеров моллюски, сходные внешнем видом раковин с представителями рода Vermicularia из семейства Туррителлиды, что является примером конвергентной эволюции. Представители семейства отличаются удлиненной вытянутой формой раковины, имеющей вид трубки неправильной формы, обороты которой в большинстве случаев не соприкасаются между собой. Сифональный канал не развитый, раковина имеет узкую продольную щель.
Распространены в тропических и субтропических морях на глубинах от 5 до 50 м. Фильтраторы.
Представители рода Tenagodus живут в толще губок.

## Классификация
В состав семейства входят:
Подсемейство Siliquariinae Anton, 1838 [syn. Tenagodidae Gill, 1871]
- Siliquaria Bruguière, 1789
- Tenagodus Guettard, 1770

Подсемейство Stephopomatinae Bandel & Kowalke, 1997
- Hummelinckiella Faber & Moolenbeek, 1999[5]
- Stephopoma Mörch, 1860

без подсемейства
- Caporbis Bartsch, 1915
- Petalopoma Schiaparelli, 2002